# Iowa State University
Iowa State University, officiellt Iowa State University of Science and Technology, är ett offentligt forskningsuniversitet som ligger i Ames i Iowa. Lärosätets ursprungliga namn var Iowa Agricultural College and Model Farm.

## Personer med koppling till högskolan

### Kända alumner och forskare

#### Politik och samhälle
- Bruce Braley, politiker, representanthusledamot
- Garrey Carruthers, politiker, guvernör
- William R. Ellis, politiker, representanthusledamot
- Randy Feenstra, politiker, representanthusledamot
- Tom Harkin, politiker, representanthusledamot, senator
- Bourke B. Hickenlooper, politiker, viceguvernör, guvernör, senator
- Dave Loebsack, politiker, representanthusledamot
- John Melcher, politiker, representanthusledamot, senator
- Henry Cantwell Wallace, politiker, USA:s jordbruksminister

#### Underhållning och konst
- Theaster Gates, installationskonstnär
- Ted Kooser, poet